# بوستون، شهرستان کالیپر اند رپهنکاک، ویرجینیا
بوستون (به انگلیسی: Boston) یک منطقهٔ مسکونی در ایالات متحده آمریکا است که در شهرستان کالپپر، ویرجینیا واقع شده‌است. بوستون ۱۶۷٫۰۳ متر بالاتر از سطح دریا واقع شده‌است.